# Breda M38
La Metralladora Breda de calibre 8 model 38 per a carro (de l'italià per: Mitragliatrice Breda calibro 8 modello 38 per carri) era una metralladora per a tanc utilitzada durant la Segona Guerra Mundial. Era capaç de ser muntada en tancs com: el Fiat L6/40, el Fiat M11/39, i el Fiat M13/40. També va ser adaptada per al seu ús per a la infanteria.

## Desenvolupament

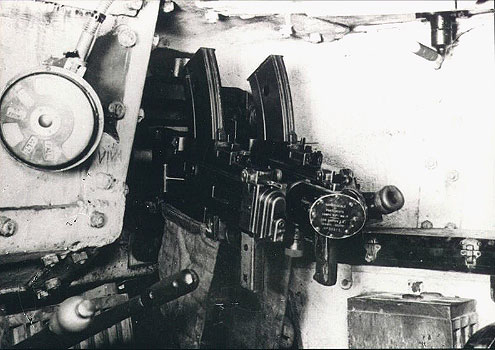
Breda Mod. 38 montat en el cadc d'un tanc Fiat M13/40

Els italians també van adoptar aquesta metralladora per al seu ús per la infanteria. Per aquesta funció l'arma estava muntada en un trípode com a medi temporal per adaptar la metralladora per a aquesta finalitat, i estava equipada amb una mira temporal a la dreta del cos de l'arma i una altra al costat dret del canó. Aquestes mires temporals estaven dissenyades per a ser utilitzades quan les mires òptiques muntades en el tanc no s'utilitzaven.

## Disseny i detalls

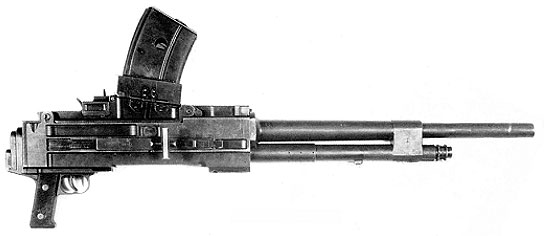
Una metralladora Breda Mod. 38 en la seva variant per a tanc

L'arma estava refrigerada per aire, operada per gas, alimentada per carregador i tenia un ràpid sistema de canvi de canó. Les seves característiques operacionals eren simples, i era extremadament de desmuntar-la per complet. El canó era prou feixuc (4,5 kg) per a poder disparar una gran quantitat de bales sense sobreescalfar-lo.